# Vígríðr
Na mitologia nórdica, Vígríðr (latinizada como Vigrid) é a grande planície onde acontecerá a batalha do Ragnarǫk.